# Sansevieria bella
Espèce
Classification APG III (2009)
Sansevieria bella, également appelée Dracaena bella ainsi que Dracaena kenyensis, est une espèce de plantes de la famille des Liliaceae et du genre Sansevieria.

## Description
Plante succulente, Sansevieria bella est une espèce de sansevières à fines (3,5 cm) et longues (jusqu'à 70 cm) feuilles de couleur verte avec des stries plus claires, présentant un faible sillon central.
Elle a été identifiée comme espèce à part entière en 2000 par Leonard E. Newton,.

## Distribution et habitat
L'espèce est originaire d'Afrique de l'Est, présente dans les montagnes du sud du Kenya à des altitudes comprises entre 1 700 et 2 050 m.